# Crassispira greeleyi
Crassispira greeleyi é uma espécie de gastrópode do gênero Crassispira, pertencente à família Pseudomelatomidae.